# Special (télévision)
 (octobre 2014).
Si vous disposez d'ouvrages ou d'articles de référence ou si vous connaissez des sites web de qualité traitant du thème abordé ici, merci de compléter l'article en donnant les références utiles à sa vérifiabilité et en les liant à la section « Notes et références ».
Un special ou television special (terme anglais difficilement traduisible, parfois traduit par émission spéciale) est une émission de télévision spéciale, habituellement un court film ou téléfilm, qui interrompt ou remplace ponctuellement la programmation normale d'une série ou d'une émission sur les grilles de programmes anglo-saxonnes.

## Historique
Le terme fut à l'origine particulièrement appliqué à des émissions télévisées importantes (d'une à deux heures) remplaçant une ou plusieurs séries hebdomadaires pendant une semaine. Dans les années 1960, des specials découpés en plusieurs parties furent diffusées plusieurs jours dans la semaine (ou le même jour pendant plusieurs semaines) ; ceci ayant fait évoluer ce format en ce que nous appelons généralement mini-série. Par ailleurs, la désignation television special pour des émissions singulières de télévision fut abandonnée en faveur de l'expression made-for-television-movie (téléfilm).

## Formes
- Des spectacles comiques ou musicaux l'instant d'une soirée
- Des programmes saisonniers (émissions de Noël : christmas special)
- Des événements irréguliers à caractère sportif (Jeux olympiques, Super Bowl)
- La diffusion en direct d'événement culturel populaire (Oscars)
- L'interruption spontanée de la programmation en cours afin de diffuser des informations importantes (couverture des élections)
- La diffusion d'un téléfilm, en général musical, diffusé et interprété en direct et devant un public (Grease: Live!, Hairspray Live!, The Sound of Music Live!, Rent, etc.)